# نزع أمين

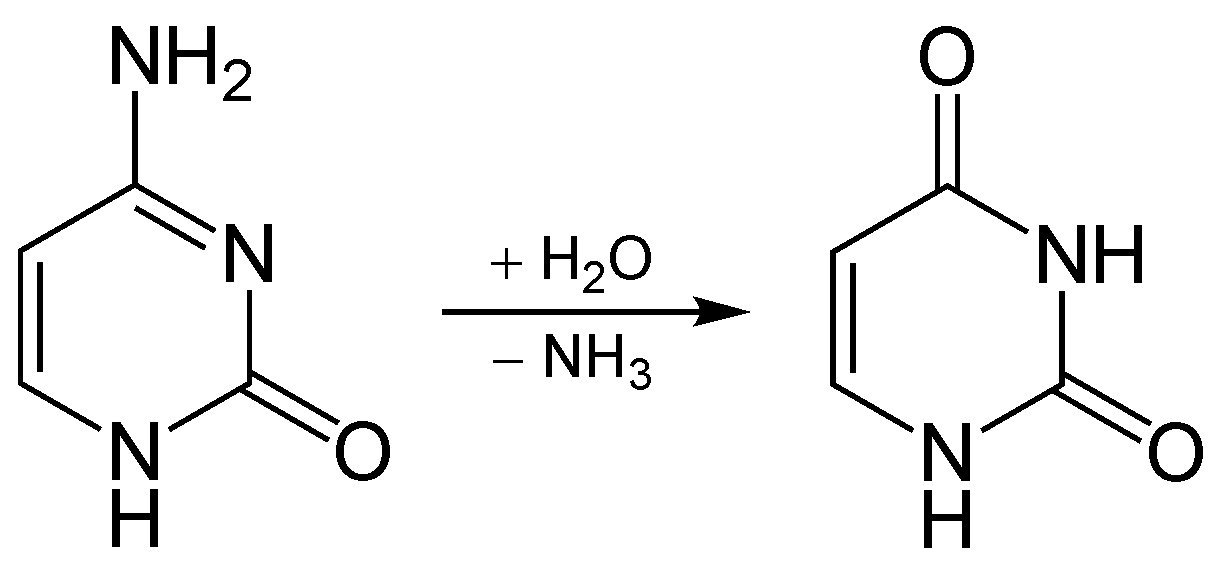

نزع الأمين أو النَّزْمَنة في الكيمياء هو تفاعل عضوي يتضمن نزع أو إزالة مجموعة أمين من مركب عضوي. لهذا التفاعل أهمية على الصعيد الحيوي والصناعي.
تعرف الإنزيمات التي تقوم بهذا التفاعل باسم نازعة الأمين (ديأميناز deaminase).

## الأهمية الحيوية
يحدث هذا التفاعل في جسم الإنسان بشكل أساسي في الكبد، إذ تُقوَّض به الأحماض الأمينية وتُحـوَّل إلى أمونياك، إن كان هناك زيادة في نسبة البروتينات في الجسم. يعالج الأمونياك داخل الجسم من قبل إنزيمات أخرى تعمد إلى تحويله يوريا أو حمض اليوريك بإضافة جزيئات ثنائي أكسيد الكربون، ومن ثم تطرح على ذلك الشكل من الجسم.

## اقرأ أيضاً
- إضافة أمين
- نزع الأمين من القواعد النيتروجينية (كيمياء حسابية)
- نزع أمين تأكسدي